# Georges Duvaut
Georges Jean Duvaut (* 1934) ist ein französischer Mathematiker.

## Leben
Duvaut wurde 1969 bei Paul Germain an der Universität Paris VI (Pierre et Marie Curie) promoviert (Contribution a l’etude des ondes dans les materiaux elastiques non-lineaire). Er war dort später Professor.
Er befasste sich mit mathematischen Methoden für die Kontinuumsmechanik, zum Beispiel nichtlinearer Elastizitätstheorie von Komposita.
1978 wurde er korrespondierendes Mitglied der Academie des Sciences.
Er war Gastwissenschaftler in Rio de Janeiro. 1970 war er eingeladener Sprecher auf dem Internationalen Mathematikerkongress in Nizza (Problèmes unilatéraux  en mécanique des milieux continus).

## Schriften (Auswahl)
- mit Jacques-Louis Lions: Inequalities in mechanics and physics, Grundlehren der mathematischen Wissenschaften 219, Springer 1976 (französisches Original 1972)
- Mécanique des milieux continus, Masson 1990, Dunod 1998
- Exercices de mécanique des milieux continus, Masson 1994